# Sampler Orchestra
Sampler Orchestra – polski duet producencki, założony w Warszawie przez Pawła Moszyńskiego i Stanisława Koźlika.
Zespół zadebiutował albumem Różewicz – Interpretacje nagramy we współpracy z raperami Sokołem i Hadesem. Nagrania trafiły do sprzedaży 12 czerwca 2015 roku nakładem wytwórni muzycznej Prosto w kooperacji z Narodowym Centrum Kultury. Wydawnictwo promowane teledyskami do utworów "Nie śmiem"/"Wicher dobijał się do okien" i "Moje ciało" dotarło do 29. miejsca polskiej listy przebojów – OLiS. Na albumie, nagrywanym z przerwami przez pięć lat znalazło się trzynaście utworów. Za teksty posłużyła poezja Tadeusza Różewicza.

## Dyskografia
| Tytuł                                         | Dane dot. albumu                                           | Pozycja na liście |
| Tytuł                                         | Dane dot. albumu                                           | POL               |
| --------------------------------------------- | ---------------------------------------------------------- | ----------------- |
| Różewicz – Interpretacje (oraz Sokół i Hades) | - Data: 12 czerwca 2015 - Wydawca: Prosto/NCK              | 29                |
| Ślubu nie będzie (oraz Marysia Starosta)      | - Data: 21 września 2018 - Wydawca: Universal Music Polska | 45                |

## Teledyski
| Tytuł                                                          | Rok  | Reżyseria/Realizacja | Album                    | Źródło |
| -------------------------------------------------------------- | ---- | -------------------- | ------------------------ | ------ |
| „Nie śmiem"/"Wicher dobijał się do okien” (oraz Sokół i Hades) | 2015 | Liubov Gorobiuk      | Różewicz – Interpretacje | [ 3 ]  |
| „Moje ciało” (oraz Sokół i Hades)                              | 2015 | Paweł Tarasiewicz    | Różewicz – Interpretacje | [ 4 ]  |
| „Król z obciętą głową” (oraz Ras)                              | 2017 | Rafał Gawryś         | –                        | [ 10 ] |

## Nagrody i wyróżnienia
| Rok  | Kategoria              | Tytułem                  | Nagroda        | Nota      | Źródło |
| ---- | ---------------------- | ------------------------ | -------------- | --------- | ------ |
| 2016 | Album roku hip-hop     | Różewicz – Interpretacje | Fryderyki 2016 | Nominacja | [ 11 ] |
| 2019 | Album roku alternatywa | Ślubu nie będzie         | Fryderyki 2019 | Nominacja |        |